# Salhîrka, Krasnohvardiiske
Salhîrka (în ucraineană Салгирка) este un sat în comuna Peatîhatka din raionul Krasnohvardiiske, Republica Autonomă Crimeea, Ucraina.

## Demografie
Componența lingvistică a localității Salhîrka
     Rusă (88,89%)
     Ucraineană (11,11%)
Conform recensământului din 2001, majoritatea populației localității Salhîrka era vorbitoare de rusă (88,89%), existând în minoritate și vorbitori de ucraineană (11,11%).